# Matrix Chiambretti
Matrix Chiambretti è stato un programma televisivo italiano di genere talk show e rotocalco, andato in onda in diretta in seconda serata su Canale 5 dal 7 ottobre 2016 al 14 giugno 2018, ideato e condotto da Piero Chiambretti.

## Il programma
Il programma, nato come versione leggera e legata all'intrattenimento di Matrix, è sempre andato in onda nella seconda serata del venerdì, e replicato il sabato su Mediaset Extra. Dalla seconda alla quarta ed ultima edizione il programma ha assunto il sottotitolo La Repubblica delle Donne. Il programma è andato in onda dallo studio 1 del Centro Safa Palatino a Roma.
Il format di seconda serata è stato poi ripreso e mutato in un programma di prima serata sempre su Rete 4 ovvero #CR4 - La Repubblica delle Donne andato in onda dal 31 ottobre 2018 al 4 marzo 2020.

## Edizioni
| Edizione | Anno | Conduzione        | Periodo          | Periodo          | Puntate | Regia            | Cast fisso               | Cast fisso               | Cast fisso        | Cast fisso       | Cast fisso                | Cast fisso           | Cast fisso          | Studio                                  |
| Edizione | Anno | Conduzione        | Inizio           | Fine             | Puntate | Regia            | Cast fisso               | Cast fisso               | Cast fisso        | Cast fisso       | Cast fisso                | Cast fisso           | Cast fisso          | Studio                                  |
| -------- | ---- | ----------------- | ---------------- | ---------------- | ------- | ---------------- | ------------------------ | ------------------------ | ----------------- | ---------------- | ------------------------- | -------------------- | ------------------- | --------------------------------------- |
| 1ª       | 2016 | Piero Chiambretti | 7 ottobre 2016   | 25 novembre 2016 | 8       | Egidio Romio     | Isabella Santacroce      | Isabella Santacroce      | Clemente Mastella | Annalisa Chirico | Francesca Lancini         | Francesca Lancini    | Francesca Lancini   | Studio 1 del Centro Safa Palatino, Roma |
| Speciale | 2017 | Piero Chiambretti | 24 febbraio 2017 | 24 febbraio 2017 | 1       | Egidio Romio     | Pier Francesco Pingitore | Pier Francesco Pingitore | Martufello        | Pamela Prati     | Valeria Marini            | Valeria Marini       | Valeria Marini      | Studio 1 del Centro Safa Palatino, Roma |
| 2ª       | 2017 | Piero Chiambretti | 14 aprile 2017   | 26 maggio 2017   | 7       | Egidio Romio     | Anna Maria Barbera       | Anna Maria Barbera       | Gene Gnocchi      | Francesca Barra  | Isabella Santacroce       | Isabella Santacroce  | Isabella Santacroce | Studio 1 del Centro Safa Palatino, Roma |
| 3ª       | 2017 | Piero Chiambretti | 6 ottobre 2017   | 24 novembre 2017 | 8       | Paolo Riccadonna | Eva Robin's              | Eva Robin's              | Alda D'Eusanio    | Francesca Barra  | Maria Vittoria Longhitano | Non presenti         | Non presenti        | Studio 1 del Centro Safa Palatino, Roma |
| 4ª       | 2018 | Piero Chiambretti | 27 aprile 2018   | 14 giugno 2018   | 8       | Paolo Riccadonna | Vittoria Schisano        | Drusilla Foer            | Alda D'Eusanio    | Francesca Barra  | Maria Vittoria Longhitano | Cristiano Malgioglio | Melanie Francesca   | Studio 1 del Centro Safa Palatino, Roma |

## Puntate e ascolti

### Prima edizione (2016)
La prima edizione di Matrix Chiambretti è andata in onda ogni venerdì in seconda serata su Canale 5 dal 7 ottobre al 25 novembre 2016 per otto puntate con la conduzione di Piero Chiambretti.
| Puntata | Messa in onda    | Ascolti        | Ascolti | Ospiti                                                                                           |
| Puntata | Messa in onda    | Telespettatori | Share   | Ospiti                                                                                           |
| ------- | ---------------- | -------------- | ------- | ------------------------------------------------------------------------------------------------ |
| 1       | 7 ottobre 2016   | 661 000        | 8,30%   | Paolo Zampolli, Federica Pellegrini, Beatrice Vio, Giovanni Vernia                               |
| 2       | 14 ottobre 2016  | 780 000        | 8,40%   | Lino Banfi, Naike Rivelli                                                                        |
| 3       | 21 ottobre 2016  | 718 000        | 7,80%   | Ilona Staller, Filomena "Malena" Mastromarino, Monica Stambrini                                  |
| 4       | 28 ottobre 2016  | 696 000        | 8,30%   | Mara Venier, Gene Gnocchi                                                                        |
| 5       | 4 novembre 2016  | 701 000        | 8,30%   | Matteo Moroni                                                                                    |
| 6       | 11 novembre 2016 | 724 000        | 7,80%   | Edoardo Leo, Anna Foglietta, Massimo Ferrero, Federico Zampaglione                               |
| 7       | 18 novembre 2016 | 712 000        | 9,20%   | Gerry Scotti, Massimo Sestini, Gualtiero Marchesi, Elenoire Casalegno                            |
| 8       | 25 novembre 2016 | 682 000        | 8,80%   | Ciprix, Beppe Grillo, Checco Zalone, Leonardo DiCaprio, Francesco Totti, Bruno Vespa, Topo Gigio |
| Media   | Media            | 709 000        | 8,36%   |                                                                                                  |

### Puntata speciale (24 febbraio 2017)
Il 24 febbraio 2017, in seconda serata su Canale 5, è andata in onda una puntata speciale dedicata ai trent'anni de Il Bagaglino, con la conduzione di Piero Chiambretti.
| Puntata | Messa in onda    | Ascolti        | Ascolti | Ospiti                                                             |
| Puntata | Messa in onda    | Telespettatori | Share   | Ospiti                                                             |
| ------- | ---------------- | -------------- | ------- | ------------------------------------------------------------------ |
| 1       | 24 febbraio 2017 | 725 000        | 8,68%   | Pier Francesco Pingitore, Martufello, Pamela Prati, Valeria Marini |

### Seconda edizione (primavera 2017)
La seconda edizione di Matrix Chiambretti è andata in onda ogni venerdì in seconda serata su Canale 5 dal 14 aprile al 26 maggio 2017 per sette puntate con la conduzione di Piero Chiambretti.
| Puntata | Messa in onda  | Ascolti        | Ascolti | Ospiti |
| Puntata | Messa in onda  | Telespettatori | Share   | Ospiti |
| ------- | -------------- | -------------- | ------- | --- |
| 1       | 14 aprile 2017 | 926 000        | 10,40%  | Emma Bonino, Francesca Immacolata Chaouqui, Alda D'Eusanio |
| 2       | 21 aprile 2017 | 732 000        | 8,20%   | Irene Pivetti, Giovanni Soldini, Simona Izzo, Barbora Bobuľová, Valentina Cervi, Myriam Catania, Veruska Rossi                                                       |
| 3       | 28 aprile 2017 | 989 000        | 9,20%   | Micaela Ramazzotti, Filomena "Malena" Mastromarino, Michele Emiliano, Marisa Bruni Tedeschi, Gianni Amelio, WAGS, Veronica Zimbaro, Martina Maccari, Maddalena Nullo |
| 4       | 5 maggio 2017  | 1 025 000      | 11,10%  | Giorgia Meloni, Gabriel Garko, Eva Robin's, Vittoria Schisano, Anna Durio, Riana Nainggolan                                                                          |
| 5       | 12 maggio 2017 | 1 165 000      | 13,10%  | Asia Argento, Luca Dotto, Susanna Cicali, Martufello, Adua Del Vesco, Alba Parietti, Maria Vittoria Longhitano, Sonia Raule                                          |
| 6       | 19 maggio 2017 | 1 010 000      | 11,10%  | Anna Falchi, Antonella Mosetti, Maria Monsè, Euridice Axen, Elisa D'Ospina, Vladimir Luxuria, Gianna Orrù, Valeria Marini                                            |
| 7       | 26 maggio 2017 | 841 000        | 11,10%  | Paola Ferrari, Mikaela Calcagno, Nicolò Bongiorno, Pippo Baudo, Chiara Francini                                                                                      |
| Media   | Media          | 955 000        | 10,60%  | |

### Terza edizione (autunno 2017)
La terza edizione di Matrix Chiambretti è andata in onda ogni venerdì in seconda serata su Canale 5 dal 6 ottobre al 24 novembre 2017 per otto puntate con la conduzione di Piero Chiambretti.
| Puntata | Messa in onda    | Ascolti        | Ascolti | Ospiti |
| Puntata | Messa in onda    | Telespettatori | Share   | Ospiti |
| ------- | ---------------- | -------------- | ------- | --- |
| 1       | 6 ottobre 2017   | 804 000        | 9,30%   | Alessandra Mussolini, Veronica Berti, Gabriel Garko, Gina Lollobrigida, Giacinta Ruspoli, Francesca Barra                                                                                 |
| 2       | 13 ottobre 2017  | 712 000        | 8,50%   | Mariastella Gelmini, Enrico Mentana, Iva Zanicchi, Marisa Laurito, Martina Colombari, Federica Riccardi                                                                                   |
| 3       | 20 ottobre 2017  | 723 000        | 8,70%   | Enrico Mentana, Mariastella Gelmini, Marina Ripa di Meana, Guenda Goria, Aurora Marchesani, Alejandra Gutiérrez                                                                           |
| 4       | 27 ottobre 2017  | 899 000        | 11,20%  | Valentina Vignali, Aurora Marchesani, Elenoire Casalegno, Vittoria Schisano, Barbara D'Urso, Claudio Santamaria, Paola Caruso, Mariana Rodríguez                                          |
| 5       | 3 novembre 2017  | 942 000        | 11,70%  | Serena Grandi, Alfonso Signorini, Giovanna Rei, Marina Cicogna |
| 6       | 10 novembre 2017 | 826 000        | 9,00%   | Anna Safroncik, Roberto Farnesi, Umberto Smaila, Nadia Visintainer, Sandra Milo, Vincenzo Pipino                                                                                          |
| 7       | 17 novembre 2017 | 774 000        | 10,30%  | Michela Vittoria Brambilla, Michelle Hunziker, Ineke Hunziker, Antonella Mosetti, Asia Nuccetelli, Corrado Pesci, Marina Di Guardo, Carmen Di Pietro, Annalisa Chirico, Melissa Panarello |
| 8       | 24 novembre 2017 | 935 000        | 12,20%  | Federica Nargi, Paolo Ruffini, Gerry Scotti, Barbara Palombelli, Francesco Rutelli |
| Media   | Media            | 827 000        | 10,11%  | |

### Quarta edizione (2018)
La quarta edizione di Matrix Chiambretti è andata in onda ogni venerdì (ad eccezione dell'ottava e ultima puntata, che è andata in onda di giovedì) in seconda serata su Canale 5 dal 27 aprile al 14 giugno 2018 per otto puntate con la conduzione di Piero Chiambretti.
| Puntata | Messa in onda  | Ascolti        | Ascolti | Ospiti |
| Puntata | Messa in onda  | Telespettatori | Share   | Ospiti |
| ------- | -------------- | -------------- | ------- | --- |
| 1       | 27 aprile 2018 | 754 000        | 9,10%   | Pupo, Simona Ventura |
| 2       | 4 maggio 2018  | 760 000        | 7,90%   | Maria Fida Moro, Stefania Pezzopane, Simonetta Sciandivasci                                                                       |
| 3       | 11 maggio 2018 | 788 000        | 9,80%   | Rocco Siffredi, Filomena "Malena" Mastromarino, Franc Gigolò, Filippo Magnini, Flaminia Romeo, Melanie Moore                      |
| 4       | 18 maggio 2018 | 928 000        | 12,20%  | Alfonso Signorini, Antonio Caprarica, Pia Giancaro, Divino Otelma, Alena Šeredová, Michela Persico                                |
| 5       | 25 maggio 2018 | 853 000        | 11,10%  | Orietta Berti, Lory Del Santo, Paola Di Benedetto                                                                                 |
| 6       | 1º giugno 2018 | 697 000        | 9,00%   | Eleonora Giorgi, Jerry Calà, Lele Mora, Valeria Marini, Bianca Atzei, Raffaella Di Caprio                                         |
| 7       | 8 giugno 2018  | 620 000        | 8,90%   | Roberto D'Agostino, Sonia Bruganelli, Marina Di Guardo, Justine Mattera, Francesca Cipriani, Stefania Petyx, Felicita Chiambretti |
| 8       | 14 giugno 2018 | 664 000        | 10,70%  | Al Bano, Gaia Bermani Amaral, Eva La Plume, Dea Selvaggia, Franc Gigolò                                                           |
| Media   | Media          | 723 000        | 8,70%   | |

## Audience
| Edizione | Rete televisiva | Anno | Stagione  | Programmazione | Programmazione | Programmazione | Programmazione | Programmazione | Programmazione | Programmazione | Collocazione   | Media auditel  | Media auditel | Premiere       | Premiere | Finale         | Finale |
| Edizione | Rete televisiva | Anno | Stagione  | L              | M              | M              | G              | V              | S              | D              | Collocazione   | Telespettatori | Share         | Telespettatori | Share    | Telespettatori | Share  |
| -------- | --------------- | ---- | --------- | -------------- | -------------- | -------------- | -------------- | -------------- | -------------- | -------------- | -------------- | -------------- | ------------- | -------------- | -------- | -------------- | ------ |
| 1ª       | Canale 5        | 2016 | autunno   |                |                |                |                |                |                |                | Seconda serata | 709 000        | 8,36%         | 661 000        | 8,30%    | 682 000        | 8,80%  |
| Speciale | Canale 5        | 2017 | inverno   | 725 000        | 8,68%          | N.D.           | N.D.           | N.D.           | N.D.           |                | Seconda serata |                |               |                |          |                |        |
| 2ª       | Canale 5        | 2017 | primavera | 955 000        | 10,60%         | 926 000        | 10,40%         | 841 000        | 11,10%         |                | Seconda serata |                |               |                |          |                |        |
| 3ª       | Canale 5        | 2017 | autunno   | 827 000        | 10,11%         | 804 000        | 9,30%          | 935 000        | 12,20%         |                | Seconda serata |                |               |                |          |                |        |
| 4ª       | Canale 5        | 2018 | primavera |                | 723 000        | 8,70%          | 754 000        | 9,10%          | 664 000        | 10,70%         | Seconda serata |                |               |                |          |                |        |